# باشگاه والیبال ترنتینو
باشگاه والیبال ترنتینو (به انگلیسی: Trentino Volley) باشگاه حرفه‌ای والیبال مستقر در ترنتو ایتالیا است که در سری‌آ به رقابت می‌پردازد. ترنتینو یکی از موفق‌ترین و پرافتخارترین باشگاه‌های اروپا و ایتالیا به‌شمار می‌رود که موفق به کسب چهار دوره سری‌آ و پنج دوره والیبال قهرمانی باشگاه‌های جهان شده‌است. ترنتینو تحت مالکیت شرکت دیاتک متعلق به دیگو موسنا است. 

## تاریخچه
تیم مزولومباردو مستقر در شهر کوچک پیانا در راونا بود و در لیگ سری ب حضور داشت. در ۲۳ می سال ۲۰۰۰ تیم مزولومباردو راونا دچار ورشکستگی شد. این تیم که در حال سعود به سری آ بود به فروش گذاشته شد و توسط شرکت دیاتک که متعلق به دیگو موسنا بود خریداری شد و با انتقال به ترنتو با نام ترنتینو تأسیس شد. ترنتینو اول بازی رسمی خود را در سری آ برابر پارما انجام داد و شکست خود و بعد از پنج روز در بازی خانگی مقابل پادووا به پیروزی رسید.

### سال‌های اولیه (۲۰۰۰-۲۰۰۷)

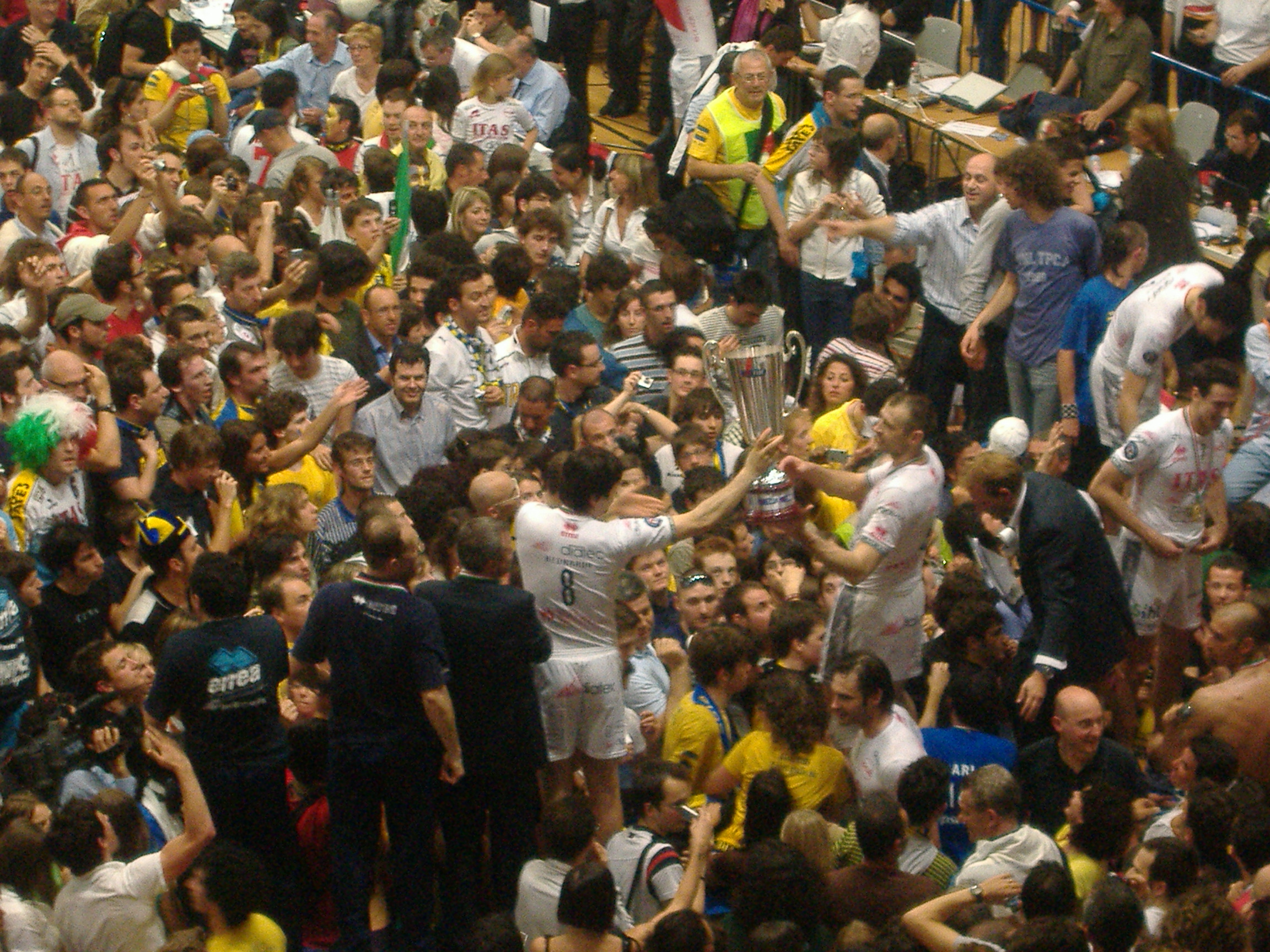
ترنتیو قهرمان لیگ سری آ ایتالیا ۲۰۰۸

ترنتینو در ابتدا موفقیت چندانی نداشت و در اولین فصل حضور خود با برونو بانیولی در سری آ به مقام دهمی رسید. برونو تا سال ۲۰۰۳ در سمت سرمربی ترنتینو ماند و بعد جای خود را به سیلوانو پراندی داد و ترنتینو بازیکنان بزرگی را مانند لورنزو برناردی، پائولو توفولی و الکسی کازاکوف را به خدمت گرفت و در مرحله مقدماتی با مقام اولی به پلی آف رفت، اما در یک چهارم نهایی سری آ مغلوب پیاچنزا شدند. پراندی در سال ۲۰۰۴ جای خود را به بوراتینی داد تا او ترنتینو را به پلی اف چلنج کاپ و سری ا برساند اما باز هم ترنتینو ناکام ماند. رادامس لاتاری سرمربی بعد ترنتیو از فصل ۰۶-۲۰۰۵ به ترنتینو آمد و کریستین ساوانی و آندره‌آ باری را به ترنتیو آورد و برای اولین بار تیم را به مرحله نیمه نهایی رساند ولی قهرمانی به سیسلی ترویزو رسید. این نتیجه در فصل ۰۷-۲۰۰۶ با حضور اسمیلن ملایکوف و آندره ناسیمنتو اتفاق افتاد.

### ۲۰۰۸-۲۰۰۹
در پایان سال ۲۰۰۷ رادوستین استویچف با توافق با ترنتینو سرمربی این تیم شد و دوران اوج ترنتینو با جذب این مربی و ستاره‌هایی مانند ماتی کازیسکی، نیکولاو گربیچ، امانوئل بیرارلی و ولادیمیر نیکولوف آغاز شد. ترنتنو در فصل ۰۸-۲۰۰۷ با رسیدن به مرحله نیم نهایی و با پیروزی در مقابل رم در فینال به مصاف پیاچنزا رفت و با پیروزی ۳ بر ۰ برای اولین بار قهرمان سری آ شد. ترنتینو در ادامه در لیگ قهرمانان والیبال اروپا حضور یافت و با اضافه نمودن لئوناردو ویسوتو و لوکاش ژیگادو و چند بازیکن دیگر به تیم خود با قدرت به فینال رسیدند و با شکست ایراکلیس تسالونیکی فاتح لیگ قهرمانان اروپا شدند و بعد از آن به قهرمانی باشگاه‌های جهان راه یافتند و با رسیدن به فینال مسابقات با قدرت از سد اسکرا بلچاتوف گذشتند و قهرمان جام باشگاه‌های جهان ۰۹-۲۰۰۸ شدند و پس از این جام قهرمان جام حذفی ایتالیا شدند تا دوران قدرت و اوج ترنتینو کامل شود.

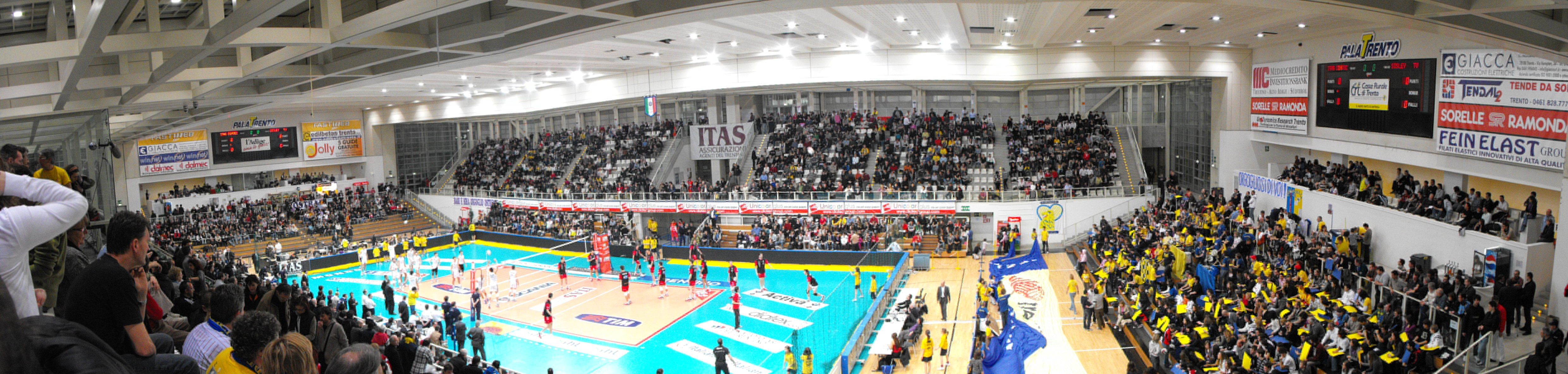
مسابقه بین ترنتینو - ترویزو

### ۲۰۱۰ تا به حال
ترنتینو سال بعد هم قهرمان سری آ شد و قهرمانی اروپا را تکرار کرد و بعد باز هم با شکست بلچاتوف قهرمان باشگاه‌های جهان شد. ۲۰۱۰ هم قهرمانی ترنتینو نیز با قدرت ظاهر شد و قهرمانی سری آ و قهرمان لیگ قهرمانان اروپا و قهرمان قهرمانی باشگاه‌های جهان شد. در سال ۲۰۱۱ ترنتینو با شکست کونئو در فینال سوپر جام ایتالیا را فتح کرد و ب پیروزی بر لوبه بانکا ماچراتا قهرمان جام حذفی شد و در سری آ ایتالیا در مرحله پلی آف اما حذف شد. در باشگاه‌های جهان با وایلد کارت حضور یافت و در فینالی مهیج زنیت کازان را از پیش رو برداشت و دوباره قهرمان باشگاه‌های جهان شد.
در فصل ۲۰۱۳-۲۰۱۲ با جذب چند بازیکن دیگر از جمله لانزا با قدرت در فینال سری آ پیاچنزا را برای بار دوم از پیش رو برداشت و بار دیگر فاتح لیگ سری آ ایتالیا شد. ترنتینو باز هم با حضور در باشگاه‌های جهان با صعود به فینال ساداکروزیرو را با نتیجه ۳-۰ شکست داد تا با چهار قهرمانی رکوردار قهرمانی در والیبال قهرمانی باشگاه‌های جهان شود. ترنتینو در ادامه لیگ قهرمانان را به دست آورد. در سال ۲۰۱۴ رادوستین استویچف دوباره سرمربی ترنتینو شد.

## ورزشگاه
پالا ترنتو بزرگترین مرکز ورزشی در ترنتو سالن باشگاه ترنتینو است که در سال ۲۰۰۰ افتتاح شد. در این مجموعه ورزشی باشگاه والیبال ترنتینو و باشگاه بسکتبال آکوئیلا ترنتو به میدان می‌روند.

## نماد و رنگ
نماد باشگاه پرچم ترنتو و آرم آن یک توپ والیبال است که با لوگو گروه اسپا الهام گرفته‌است، رنگ باشگاه آبی و زرد است

## شکست دادن فدراسیون و دادگاه‌ها
در سال ۲۰۰۷ موسنا مالک ترنتینو برای قرارداد بستن با ستاره‌ها به فدراسیون‌ها و قوانین و ممنوعیت‌های برخی از کشورها اعتراض نمود. براساس قانون این دو کشور هیچ بازیکنی اجازه فعالیت در خارج از کشور خود را نداشت. پس از آن پروژه خرید ماتی کازیسکی آغاز شد و با پرداخت حق فسخ قرارداد او با دینامو مسکو و حق خرید اسلاویا صوفیه و با رقابت سه تیم، ترنتینو موفق به جذب کازیسکی شد. پس از خرید کازیسکی، تسوتان سوکولوف گزینه بعدی ترنتینو بود اما مشکل خرید او قانون فدراسیون والیبال ایتالیا مبنی بر منع جذب بازیکنان خارجی زیر ۲۳ سال بود اما بعد از توافق اجازه ثبت قرارداد داده شد و سوکولوف در آخرین روز نقل و انتقالات ۲۰۰۹ به ترنتینو پیوست. عثمانی خوانتورینا پورتوندو مشکل بعد موسنا با فدراسیون کوبا بود که در سال ۲۰۰۹ به ترنتینو پوست.

## هواداران و دربی‌ها
بر اساس نظرسنجی سایت‌ها بر اساس موفقیت چشمگیر ترنتینو این باشگاه در سراسر دنیا طرفدارانی دارد. بازی با مودنا و لوبه بازی حساس و دربی حساب می‌شود.

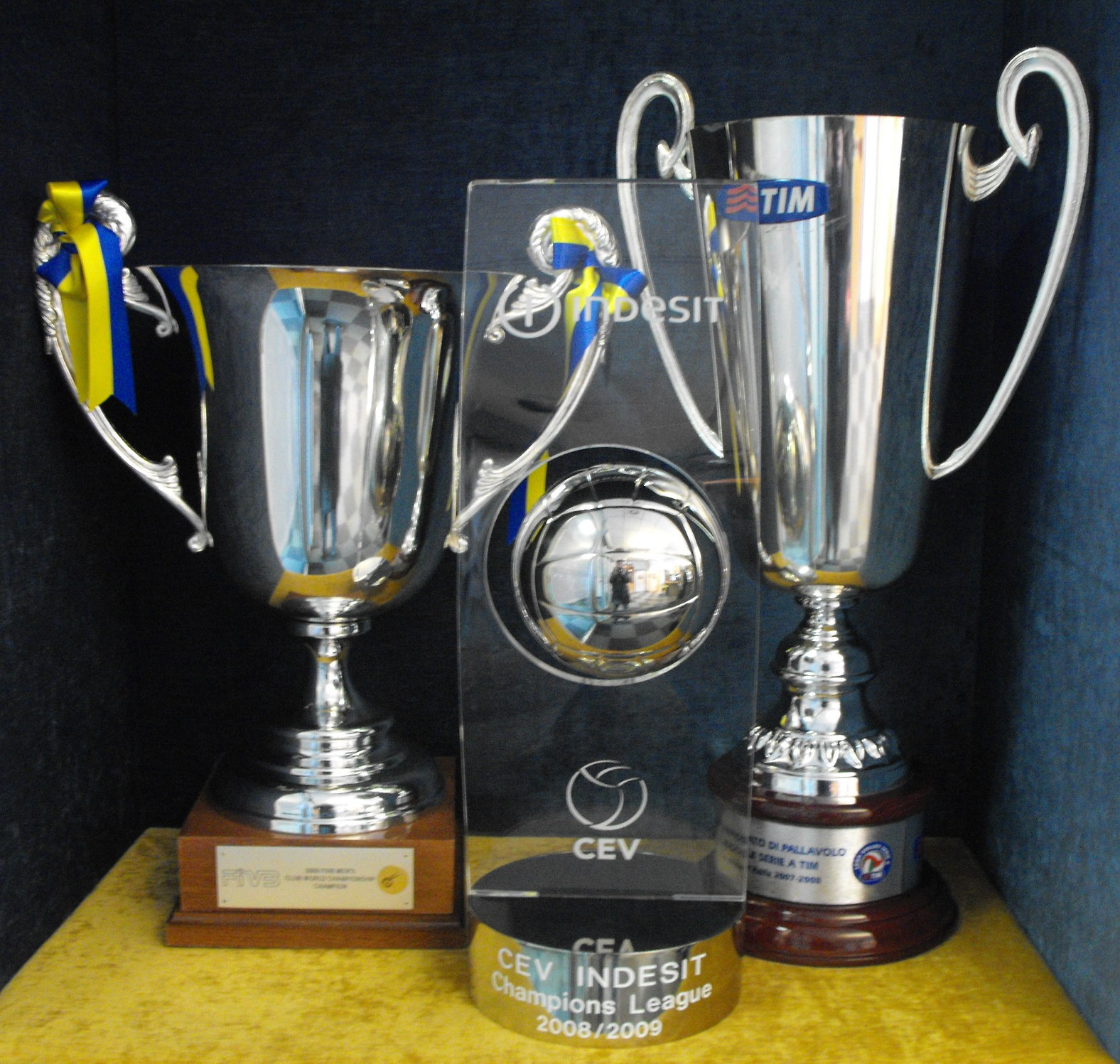
سه جام قهرمانی ترنتینو در سری آ، لیگ قهرمانان اروپا و قهرمانی باشگاه‌های جهان در سال ۲۰۰۹

## ترکیب فعلی
- سرمربی: روبرتو سرنیوتی [۱]

| شماره | بازیکن            |
| ۲     | جیاکومو سینتینی   |
| ۳     | امانوئل بیرارلی   |
| ۴     | سباستین سوله      |
| ۶     | الکساندر فریرا    |
| ۷     | دونالد سوکسو      |
| ۸     | سباستیانو تی      |
| ۹     | تیتزیان ماتزونه   |
| ۱۰    | جنیا گربنیکوف     |
| ۱۱    | تسوتان سوکولوف    |
| ۱۳    | ماسیمو کولاچی (L) |
| ۱۷    | متئو بورگ استالر  |
| ۱۸    | کی فن دایک        |

## دست‌آوردها
- سری آ
- قهرمان (۳): ۱۳-۲۰۱۲، ۱۱-۲۰۱۰، ۰۸-۲۰۰۷

* جام حذفی والیبال ایتالیا 
- قهرمان (۳): ۲۰۰۹-۱۰، ۲۰۱۱-۱۲، ۲۰۱۲-۱۳
- دوم: ۱۱-۲۰۱۰

* سوپر جام ایتالیا 
- قهرمان (۲): ۲۰۱۱، ۲۰۱۳
- دوم: ۲۰۰۸، ۲۰۱۱
- لیگ قهرمانان والیبال اروپا
- قهرمان (۳): ۲۰۰۸-۰۹، ۲۰۰۹-۱۰، ۲۰۱۰-۱۱
- سوم: ۲۰۱۱-۱۲
- قهرمانی باشگاه‌های جهان
- قهرمان (۴): ۲۰۰۹، ۲۰۱۰، ۲۰۱۱، ۲۰۱۲

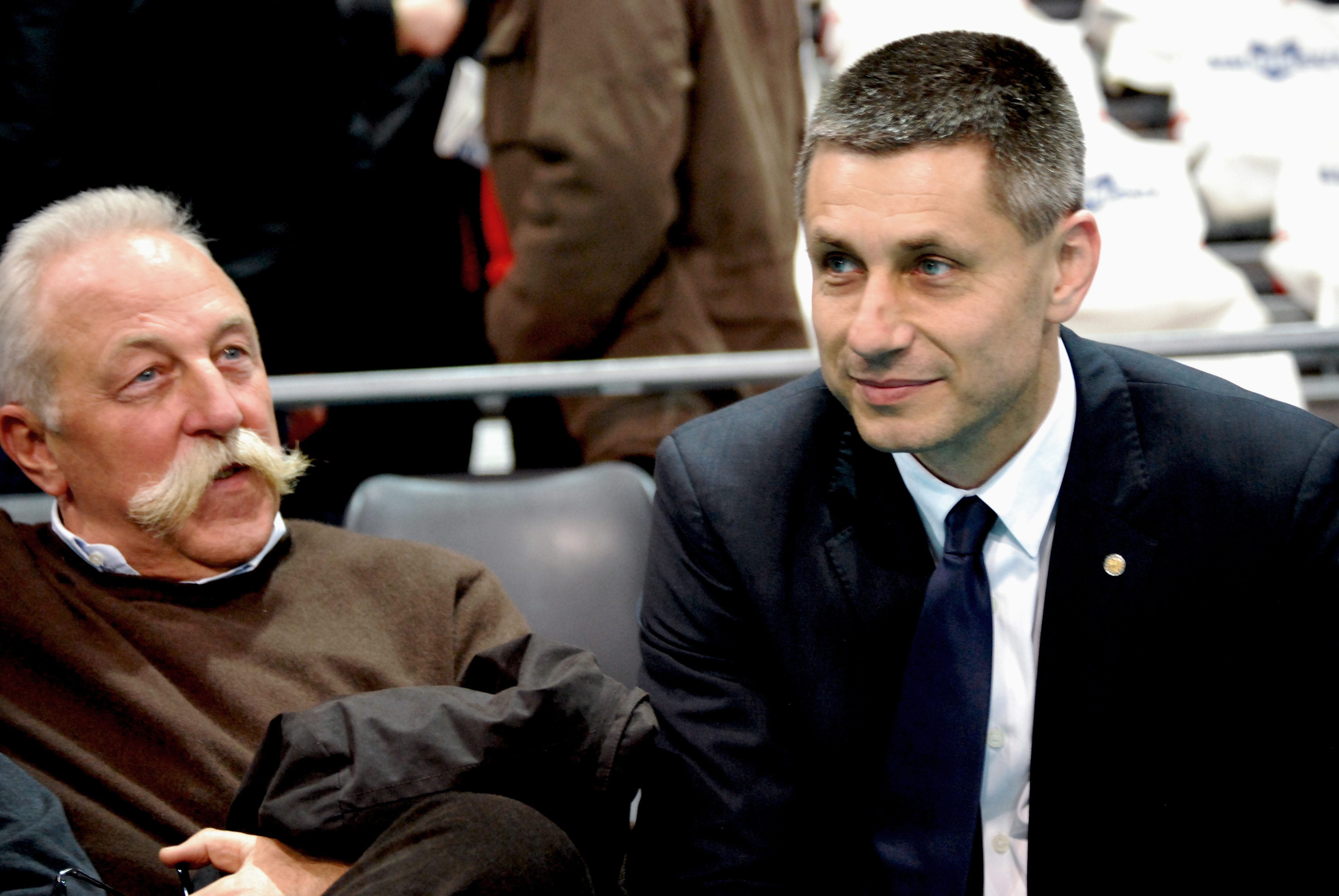
موسنا در کنار رادوستین استویچف

## سرمربی
- ۲۰۰۰-۲۰۰۳ •   برونو بانیولی
- ۲۰۰۳-۲۰۰۵ •   سیلوانو پراندی
- ۲۰۰۴-۲۰۰۵ •   آندره آ بوراتینی[۳]
- ۲۰۰۵-۲۰۰۷ •   رادامس لاتاری
- ۲۰۰۷-۲۰۱۳ •   رادوستین استویچف
- ۲۰۱۳-۲۰۱۴ •   روبرتو سرنیوتی
- ۲۰۱۴-۲۰۱۶ •   رادوستین استویچف